# Nuestro Amor
Nuestro Amor – drugi studyjny, a trzeci w ogóle album muzyczny meksykańskiej grupy RBD, wydany we wrześniu 2005 roku. Utwór Me Voy to cover piosenki Kelly Clarkson – Gone. Piosenki Nuestro Amor oraz Aún Hay Algo okupowały przez długi czas meksykańskie listy przebojów.
Album wydany w Meksyku 22 września 2005 roku, sprzedał się w nakładzie ponad 127000 egzemplarzy w ciągu pierwszych siedmiu godzin od premiery, a w liczbie 160 000 kopii w pierwszym tygodniu sprzedaży (tym samym stając się platynową płytą już w pierwszym tygodniu).
Po spadku z meksykańskich list album wrócił na 5. pozycję 19 marca 2006 roku, kiedy to została wydana Diamond Edition. Zawiera ona 14 standardowych utworów plus CD z tapetami, teledyskami, wygaszaczami ekranu i 2 nowy, niewydanymi dotąd piosenkami.
W Stanach Zjednoczonych album został wydany 4 października 2005 i zajął 88. miejsce listy Billboard 200.
Album przez 3 tygodnie utrzymywał się na szczycie latynoskich albumów listy Billboard. Znalazł się on również na liście w Brazylii i Meksyku, w obu utrzymywał się przez 2 tygodnie.
W Hiszpanii album wydano 30 października 2006 roku i na tamtejszych listach utrzymywał się przez kilka tygodni na 3. miejscu. Otrzymał również status złotej płyty ze sprzedażą powyżej 80 000 egzemplarzy w jedynie 9 tygodni. W lutym 2006 r. album stał się podwójną platyną, tak jak Rebelde.

## Lista utworów
1. „Nuestro amor” (Memo Méndez Guiu, Emil „Billy” Méndez) – 3:34
2. „Me voy” (Kara DioGuardi, Mauri Stern) – 3:25
3. „Feliz cumpleaños (Happy Worst Day)” (Jade Ell, Mats Hedstrôm, Carlos Lara) – 2:58
4. „Este corazón” (Armando Ávila) – 3:30
5. „Así soy yo” (Fernando Rojo) – 3:08
6. „Aún hay algo” (Carlos Lara, Karen Sokoloff) – 3:33
7. „A tu lado” (Carlos Lara) – 3:47
8. „Fuera” (Mauricio Arriaga) – 3:37
9. „Qué fue del amor” (Armando Ávila) – 3:44
10. „Qué hay detrás” (Carlos Lara, Karen Sokoloff) – 3:17
11. „Tras de mí” (Carlos Lara, Karen Sokoloff, Pedro Damián) – 3:11
12. „Sólo para ti” (Mario Sandoval) – 3:41
13. „Una canción (Live)” (Jose Roberto Matera, CJ Turbay Daccarett) – 3:43
14. „Nuestro amor” (Video) – 3:39

### Diamond Edition
Dodatkowe CD
1. „Una canción” (Studio Version)
2. „Fotos”
3. „Juegos”
4. „Aún hay algo” (Video) – 3:36
5. „Emoticons”
6. „Screensavers”
7. „Wallpapers”

## Notowania, certyfikaty i sprzedaż
| Notowanie (2005)                | Pozycja | Certyfikat | Sprzedaż   |
| ------------------------------- | ------- | ---------- | ---------- |
| Brazylia                        | 1       | 2x Diament | +1 250 000 |
| Meksyk                          | 1       | 3x Platyna | 400 000+   |
| Wenezuela                       | 1       | 2x Platyna | 40 000     |
| Stany Zjednoczone Billboard 200 | 88      | 2x Platyna | 300 000+   |
| Columbia                        | 1       | 3x Platyna | 60 289     |
| Chile                           | 1       | 2x Platyna | 40 000     |
| Hiszpania                       | 3       | 2x Platyna | 200 000    |
| Słowenia                        | 3       | -          | -          |
| Rumunia                         | 2       | Platyna    | 20 000     |
| Kanada                          | n/a     | Złoto      | 25 000+    |
| Europa                          | 52      | -          | -          |
| W sumie                         | n/a     | -          | 3 100 000+ |